# Danny K. Davis
Pour les articles homonymes, voir Daniel Davis (homonymie) et Davis.
Daniel « Danny » K. Davis, né le 6 septembre 1941 à Parkdale (Arkansas), est un homme politique américain, membre du Parti démocrate, politiquement progressiste voire socialiste. Il représente le septième district de l'Illinois à la Chambre des représentants des États-Unis depuis 1997.